# Dołgij Kołodieź (obwód kurski)
Dołgij Kołodieź (ros. Долгий Колодезь) – wieś (ros. село, trb. sieło) w zachodniej Rosji, w sielsowiecie koroczańskim rejonu biełowskiego w obwodzie kurskim.

## Geografia
Miejscowość położona w pobliżu rzeki Koroczka, 3 km od centrum administracyjnego sielsowietu koroczańskiego (Koroczka), 6 km od centrum administracyjnego rejonu (Biełaja), 76,5 km od Kurska.
W granicach miejscowości znajdują się ulice: Dieriewieńka, Kowalowka, Kozinowka, Machowiec, Niżniaja, Sieriodka, Centralnaja.

## Demografia
W 2010 r. miejscowość zamieszkiwało 375 osób.

## Zabytki
- Cerkiew Przemienienia Pańskiego (1871)[2]